# Nikolai Murzakewicz

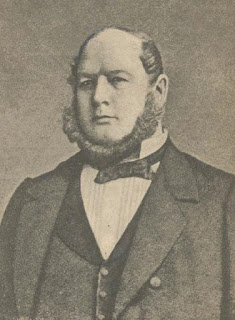
Nikolai Murzakewicz (1862)

Nikolai Murzakewicz, auch Mursakewitsch, (russisch Николай Никифорович Мурзакевич;* 21. Apriljul. / 3. Mai 1806greg. in Smolensk; † 15. Oktoberjul. / 27. Oktober 1883greg. in Odessa) war ein russischer Historiker, Archäologe und Bibliotheksdirektor.

## Leben
Nikolai Murzakewicz war ein Sohn des Geistlichen Nikifor Adrianowitsch Murzakewicz (1769–1834) und der Anna Iwanowa Solnschewa († 1812). Seine Ausbildung absolvierte er am Theologischen Seminar Smolensk und der Universität Moskau.
Er war dann Gymnasialprofessor für Russische Geschichte und später auch Direktor am Richelieu Lyceum in Odessa. Murzakewicz war Geheimrat. Er war auch Gründer, Sekretär und Vizepräsident bzw. Direktor der Odessaer Gesellschaft für Geschichte und Altertümer. Im Publikationsorgan der Gesellschaft, wurden unter seiner Leitung etwa 130 Artikel über Numismatik, Geschichte und Archäologie veröffentlicht.

## Mitgliedschaften
Er war seit 1847 korrespondierendes Mitglied der Gesellschaft für Geschichte und Altertumskunde der Ostseeprovinzen Russlands.

## Veröffentlichungen (Auswahl)
- Descriptio nummorum veterum graecorum et Romanorum, 1835
- Перевод Аррианова Перипла Понта Евксинского, с коммент, 1836
- Географическая карта древних эллинских поселений при бер. Черного и Азовского морей, 1836
- История генуэзских поселений в Крыму, 1837